# Gerard Sterck
Gerard (Geert) Sterck (Stabroek, 1505 - ?  1564) was een Zuid-Nederlands koopman en bankier in de 16e eeuw.
Sinds 1528 was Sterck de voornaamste financiële agent van keizer Karel V aan de beurs van Antwerpen.  Wanneer de Zuid-Duitse Fuggers weigerden de keizer nog langer geld voor te schieten voor zijn oorlog met koning Frans I van Frankrijk richtte hij zich tot de Staten-Generaal van de Nederlanden, die zich voor een nieuwe lening wendden tot Lazarus Tucher en Gerard Sterck in Antwerpen.  Volgens Henri Pirenne zou Karel V zijn wereldwijde ambities nooit hebben kunnen waarmaken zonder Antwerps geld.  
In ruil kreeg Sterck nog andere financiële functies, zo bijvoorbeeld de Grote Tol van Brabant.  Zijn familie werd ook ontvanger-generaal der Domeinen (rentmeester) voor het kwartier van Antwerpen.  Op deze belastingen verleende Sterck voorschotten aan de regering, de zogenaamde rentmeesterbrieven, een soort staatsobligaties die op de beurs werden verhandeld en in heel Europa een groot succes kenden.  In 1557, bij het grote staatsbankroet onder koning Filips II van Spanje, werden zij waardeloos.  Vooral kleine beleggers werden het slachtoffer omdat Sterck en andere rentmeesters weigerden het geleende kapitaal terug te betalen.  Sterck zelf kon zowel zijn fortuin als zijn aanzien redden.
Sterck werd waarschijnlijk al voor 1524 tot ridder geslagen. Toen hij in dat jaar kasteel Nielerbroek in Niel kocht, noemde hij zich al heer van Bucquoy.  Van een andere Antwerpse geldschieter van de keizer, Pieter van der Straten, is geweten dat hij in 1521 voor zijn diensten in de adelstand werd verheven.  Gerard Stercks moeder was Emerentia van Deurne, en nadat hij daar het hof Hooftvunder gekocht had, noemde hij zich heer van Deurne.  Hooftvunder werd uitgebouwd tot een kasteel, een zogenaamde hof van plaisantie, dat nu nog altijd Sterckshof heet.   Uit de eerste bewaarde belastingrol van Deurne, die van 1544, blijkt dat Sterck daar intussen drie steden, negen huizen, twee brouwerijen en zowat 10% van de grond van het dorp in eigendom bezat.
Gerards zoon Godevaart werd in 1544 amman (procureur-generaal) van Antwerpen en stond vooraan bij de Blijde Inkomst van koning Filips in 1549.  Anna Sterck, een dochter uit een tweede huwelijk met Josina van Dale, huwde met Ferry van Glymes, en was de moeder van Willem van Bergen, die in 1597 bisschop van Antwerpen werd.